# کلینتن پورتیس
کلینتن ارل پورتیس(به انگلیسی :Clinton Earl Portis) (زاده ١ سپتامبر ١٩٨١) بازیکن سابق فوتبال آمریکایی که به مدت نه فصل در لیگ ملی فوتبال (آمریکا) بازی کرده است.